# Sandhi
Sandhi (från sanskrit: संधि, saṃdhi) är inom lingvistiken ett begrepp för flera olika slags uttalsförändringar som kan uppstå i skarven mellan ord eller morfem. Ett typiskt exempel på svenska är hur "hon blåser" normalt uttalas som /hom-blåser/, n:et blir ett m utom i mycket artikulerat tal. 
I tonspråk, som kinesiska, är tonsandhi vanligt. Så uttalas till exempel den kinesiska hälsningsfrasen "nǐ hǎo" som "ní hǎo". Transkriberingen i pinyin är dock oförändrad. Så kallad liaison i franska är ett annat sandhi-fenomen, där en normalt sett stum konsonant uttalas i slutet av ett ord när den följs av en vokal. I vissa språk, exempelvis tamil och sanskrit, påverkar sandhi även stavningen av ord. Så är också fallet med italienskans raddoppiamento fonosintattico i vissa fall. Exempelvis infogas ett extra 's' när chi sa blir chissà.